# Кольбан, Адольфина-Мария
Мария Кольбан (Adolphine Marie Schmidt Colban, урождённая Schmidt; 1814, Христиания (ныне — Осло) — 1884, Рим) — норвежская писательница и переводчица
.

## Биография
Мария Кольбан родилась в 1814 году в семье прокурора. В 1836 году вышла замуж за преподавателя Натаниэля Энджелла Кольбана. В тридцать лет овдовела и из нужды переводила научные книги на французский язык. Опубликованные без её ведома письма к знатной даме под заглавием «Lettres d’une barbare» произвели сенсацию в литературном мире. После этого Кольбан решилась открыто опубликовать ряд поэтических произведений, в которых северная глубина чувства соединяется с южной живостью.
Овдовев в 1850 Колбан жила в Париже, писала остроумные парижские письма в скандинавские газеты, перевела на французский «Souvenirs d’un voyage en Sibérie» Ганстена, и написала несколько оригинальных романов, из которых лучшие: «L’Institutrice», «Une vieille Fille», «Cleopatra» (1880) и «Thyra» (1881) и др. В этих романах много наблюдательности и свойственной скандинавским писателям глубины настроения.
Она написала также повести: «Lärerinden» (1870), «Tre Noveller» (Христиания, 1873), «Tre nye Noveller» (Копенгаген, 1875), «Jeg lever» (там же, 1877), «En gammel Jomfru» (1878; лучшее её произведение)
Мария Кольбан умерла в Риме в 1884 году. Похоронена на протестантском кладбище.